# 陳金煌
陳金煌（1972—），國立藝術學院（現為台北藝術大學）戲劇系畢，求學期間即被法國盲點劇團（Théâtre du Point Aveugle）選中，赴法演出，創下當時教育部役男出國先例。
資深戲劇指導，從直覺表演和三大表演體系（史坦尼 Stanislavski、邁斯納 Meisner、麥可契科夫Michael Chekhov擷取靈感）、拉邦Rudolf Laban編舞技巧…擷取靈感創造獨門課程，啟發新人特質。
自1996年來培訓上千位學員，從廣告、舞台劇、偶像劇、電視劇、網路劇、電影等各領域，其中多位也獲得金鐘獎、金馬獎等肯定。
除了表演指導，也擔任無數商業活動秀導，結合各類藝術、時尚、科技等元素，創造無數精彩演出，2019在上海擔任原創沈浸劇導演，於杜月笙古蹟演出一個月近50場空前紀錄。
擁有28年實戰經驗，商業和藝術兼具全方位導演，游居巴黎，首爾，北京，上海，台北，掌握國際表演趨勢。
2021年受邀出書，著作「從學校殺手到幕後推手」一書，由多位金鐘、金馬、金曲知名人士寫序推薦，獲得廣播、電視、網路知名節目專訪。

## 生平
1992：考上國立藝術學院（現為台北藝術大學），為台東首位考上該校戲劇系學生。
1996：求學期間即受聘於法國盲點劇團（Théâtre du Point Aveugle），為團中最年輕男演員，也讓教育部破例讓役男出國巡演紀錄。
1996-2000：擔任台北故事劇場導演助理，跟隨資深音樂人郭子，金鐘編劇徐譽庭，電視製作人吳怡然等，學習所有劇場事務。
2000-2010：曾任紙風車劇團，果陀劇場，綠光劇團，如果兒童劇團，大風劇團，戲班子劇團..等演員。並擔任無數藝人表演指導，商業編導。
2010-2016：居住北京，擔任藝人表演指導，商演編導。
2016-2017：居住韓國，擔任藝人表演指導，項目經紀。
2017-2020：居住上海，擔任藝人表演指導，沈浸劇導演，商演編導。
2020-2021：疫情返台，將20多年演藝經驗出版著作，開辦線上講座。
2022-2023：凱渥x文策院共資成立「TDI夢幻學院」，受邀擔任戲劇總監。
2024-至今。凱渥TDI夢幻學院戲劇教師，口語培訓師。「益級娛樂」表演教師。商演項目媒合顧問。

## 藝人指導
林依晨、許瑋甯、彭于晏、陳昊森、阮經天、張鈞甯、賀軍翔、霍建華、黃小琥、侯佩岑、藍正龍、言承旭、仔仔、吳建豪、鄭元暢、盧廣仲、張庭瑚、邱以太、夏和熙、雷嘉汭、張睿家、黃河、AcQUA源少年（原子少年）、Nelson紀成澔（VERA原子少年）、夏浦洋（ FEniX 原子少年）、紀培慧、姚愛寗、夏朧(法國)、艾倫(大陸)、姜潮(大陸) 、多亮(大陸) 、田中千繪(日本)、伊藤千晃(日本)、金海星(韓國)、劉荷娜(韓國)、香子俊(香港)、Matthew幸卓輝(香港)、彭冠期(香港)…等。

## 劇組表演指導
台灣影視：「流星花園」、「蜂蜜幸運草」、「星光下的童話」、「六號出口（林育賢導演」、「家有菲菲」、「實習大明星」、「約定」、「隔離後見個面，好嗎？」、「正負之間」、「你在我心上（林錦和導演）」、「他馬克老闆（瞿友寧導演） 前期訓練」、「不夠善良的我們（徐譽庭導演）前期訓練。三立「對立而已」(2025年上)、歡迎來到朵莉之家(2026年上)。
兩岸合製：華人首部原創沈浸戲劇「迴家」導演、舞蹈電影《跳舞吧，大象》舞蹈統籌、江蘇大劇院開幕歌劇「卡門」中方統籌和執行導演。
大陸影視：央視「蓮花雨」台灣演員、湖南衛視「落跑甜心」、香蕉娛樂「練習生」..等戲劇老師。

## 外部連結
- 時報出版-從學校殺手到幕後推手 （页面存档备份，存于）

- 來真的！凱渥TDI台灣夢幻學院3/22啟動千人海選 （页面存档备份，存于）
- TDI台灣夢幻學院師資陣容 — Mark 陳金煌老師｜肢體、戲劇｜ （页面存档备份，存于）

- 沉浸式悬疑剧《迴家》，你敢来体验吗？ （页面存档备份，存于）